# John Bradshaw (Richter)

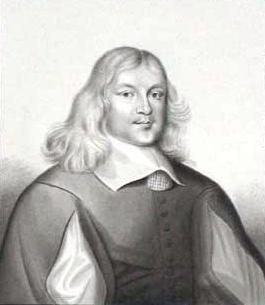
Lord President des Council of State John Bradshaw

John Bradshaw (* 15. Juli 1602 in Stockport, Cheshire; † 31. Oktober 1659 in London) war ein englischer Politiker und Richter. Er war Präsident des Gerichtshofs, der König Karl I. im Jahre 1649 zum Tode verurteilte. Von 1649 bis 1651 war er Lord President des Council of State des Commonwealth of England.

## Leben
Der Rechtsgelehrte stammte aus einer angesehenen Familie in Lancaster. Er wurde während des Englischen Bürgerkriegs vom Parlament 1646 zum Kommissar des Großen Siegels und 1647 zum Oberrichter von Chester berufen. 1649 wurde er zum Präsidenten des High Court of Justice ernannt, der den Hochverratsprozess gegen den König Karl I. führen sollte. Nur 68 Mitglieder nahmen an dem Prozess teil, der am 20. Januar 1649 in Westminster Hall begann. Am 26. Januar wurde Karl zum Tode verurteilt, 59 Mitglieder des High Court unterzeichneten das Urteil. Karl wurde am 30. Januar 1649 vor dem Banqueting House in London enthauptet.
Das Parlament ernannte Bradshaw am 12. März 1649 zum Lord President of the Council of State des Commonwealth of England, ein Amt, das er bis zum 29. Dezember 1651 bekleidete. 1649 bis 1654 war er auch Kanzler des Herzogtums Lancaster. Er protestierte am 20. April 1653 gegen die Auflösung des Parlaments und Staatsrates durch Cromwell und gehörte fortan zur republikanischen Opposition. Nach Oliver Cromwells Tod trat er wieder als Kanzler des Herzogtums Lancaster in den Staatsrat ein. Er starb 1659 im Alter von 57 Jahren.
Sein Leichnam, wie auch jene Cromwells und Henry Iretons, wurde nach der Restauration Karls II. am 30. Januar 1661 aus der Westminster Abbey ausgegraben, enthauptet und unter dem Galgen verscharrt.